# پی‌اس هیبرنیا (۱۸۴۷)
پی‌اس هیبرنیا (۱۸۴۷) (به انگلیسی: PS Hibernia (1847)) یک کشتی بود که طول آن ۱۹۷٫۳ فوت (۶۰٫۱ متر) بود. این کشتی در سال ۱۸۴۷ ساخته شد.